# Judasboom
Judasboom (Cercis siliquastrum) is een soort uit de vlinderbloemenfamilie (Fabaceae). De boom is warmteminnend en doet het goed op kalkrijke grond.

## Determinatie
Judasboom wordt 10–12 m hoog en bloeit in Nederland in april en mei.
De soort heeft een lage, onregelmatige kroon die koepelvormig is. De schors is paarsachtig. Als de boom ouder wordt, krijgt de schors een roze-grijze kleur en fijne bruine groeven. De twijgen zijn donker roodbruin. Er zitten donkerrode, smalle knoppen aan die 3–5 mm lang worden.
De bladeren zijn bijna cirkelvormig met een hartvormige voet en een gave rand. De grootte is ongeveer 10 × 10 cm. De bladsteel is 5 cm lang. Het blad is geelachtig of donkergroen en aan de onderzijde iets bleker dan aan de bovenzijde.
De bloemen zijn roze tot wit en vlindervormig. Ze staan meestal in groepjes van drie tot zes stuks bijeen. De bloemen groeien niet alleen aan de twijgen, maar ook direct aan de stam. De bloemen gaan al open voordat de bladeren aan de boom komen.
Judasboom draagt platte peulen van ongeveer 10 cm lang en met een heldere, bleekpaarse kleur. Ze worden na verloop van tijd bruin en blijven in de winter aan de boom hangen.

## Verspreiding
Het natuurlijke verspreidingsgebied van judasboom strekt zich uit over de bergachtige streken van Zuid-Europa en West-Azië. De soort wordt veel aangeplant in warme streken als sierboom, vooral in parken en tuinen.

## Naam
De boom heet in het Frans arbre de Judée, wat een verwijzing is naar de herkomst van de boom: die is afkomstig uit Judea. In veel andere talen, waaronder het Nederlands, is de boom judasboom gaan heten, onder invloed van het volksgeloof dat Judas zich na zijn verraad aan zo'n boom zou hebben verhangen. De oorspronkelijk witte bloemen zouden daarbij van schaamte rood verkleurd zijn. Ook wordt de vorm van de bladeren, net als die van de zaaddozen van de judaspenning, vergeleken met de zilverlingen die Judas voor zijn verraad had ontvangen.

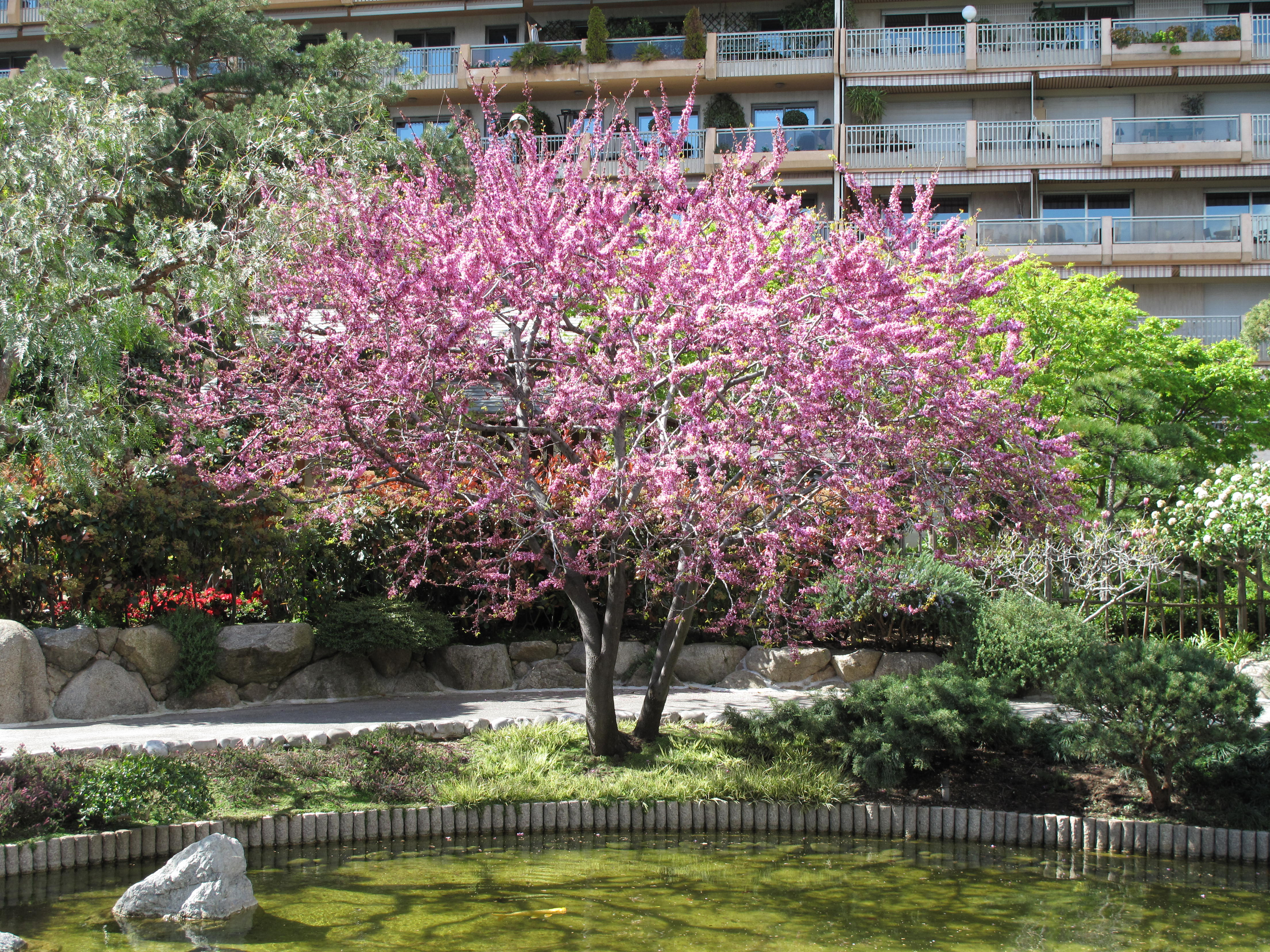
Judasboom in bloeit
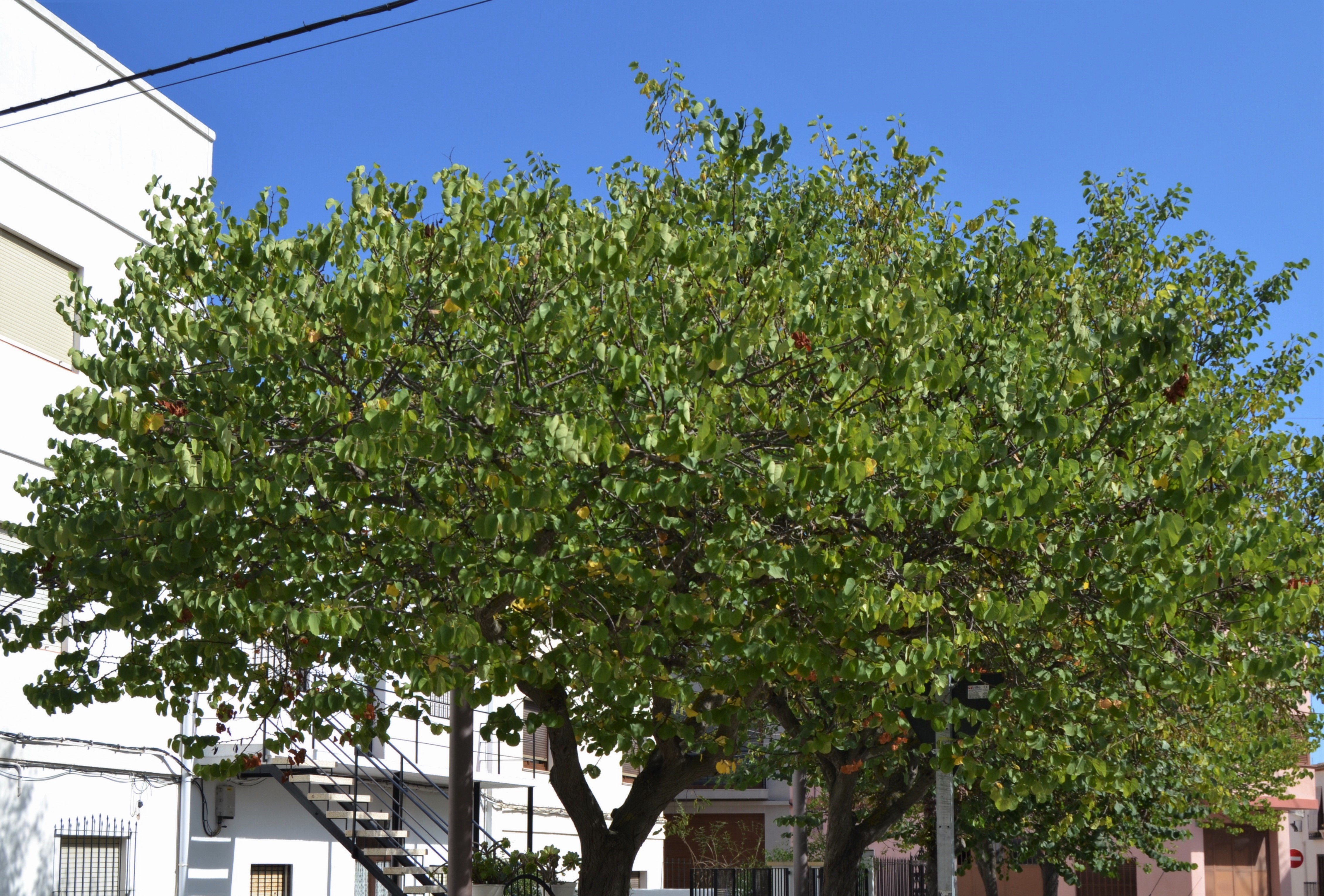
Judasbomen in blad, na de bloei
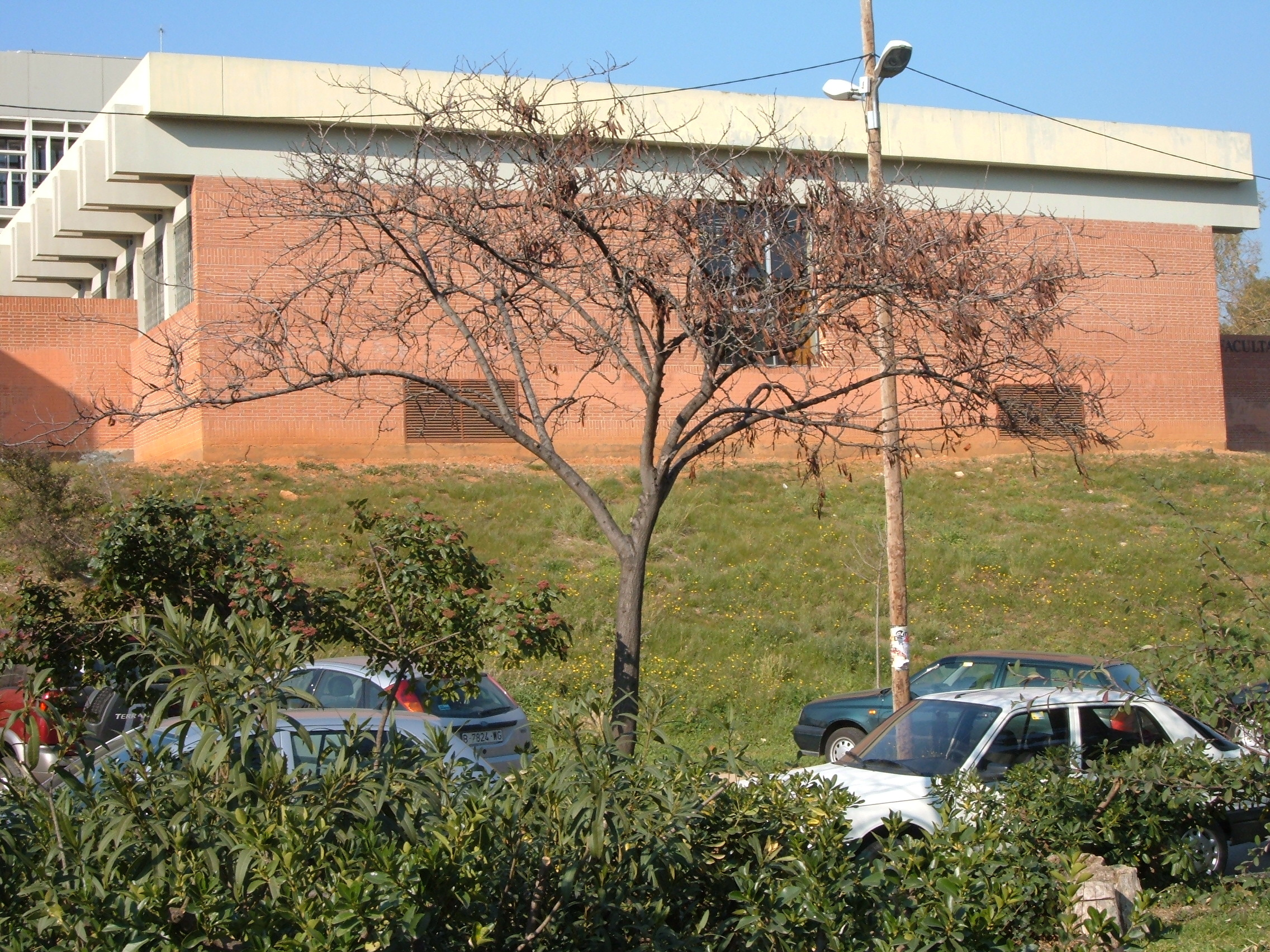
Winterbeeld
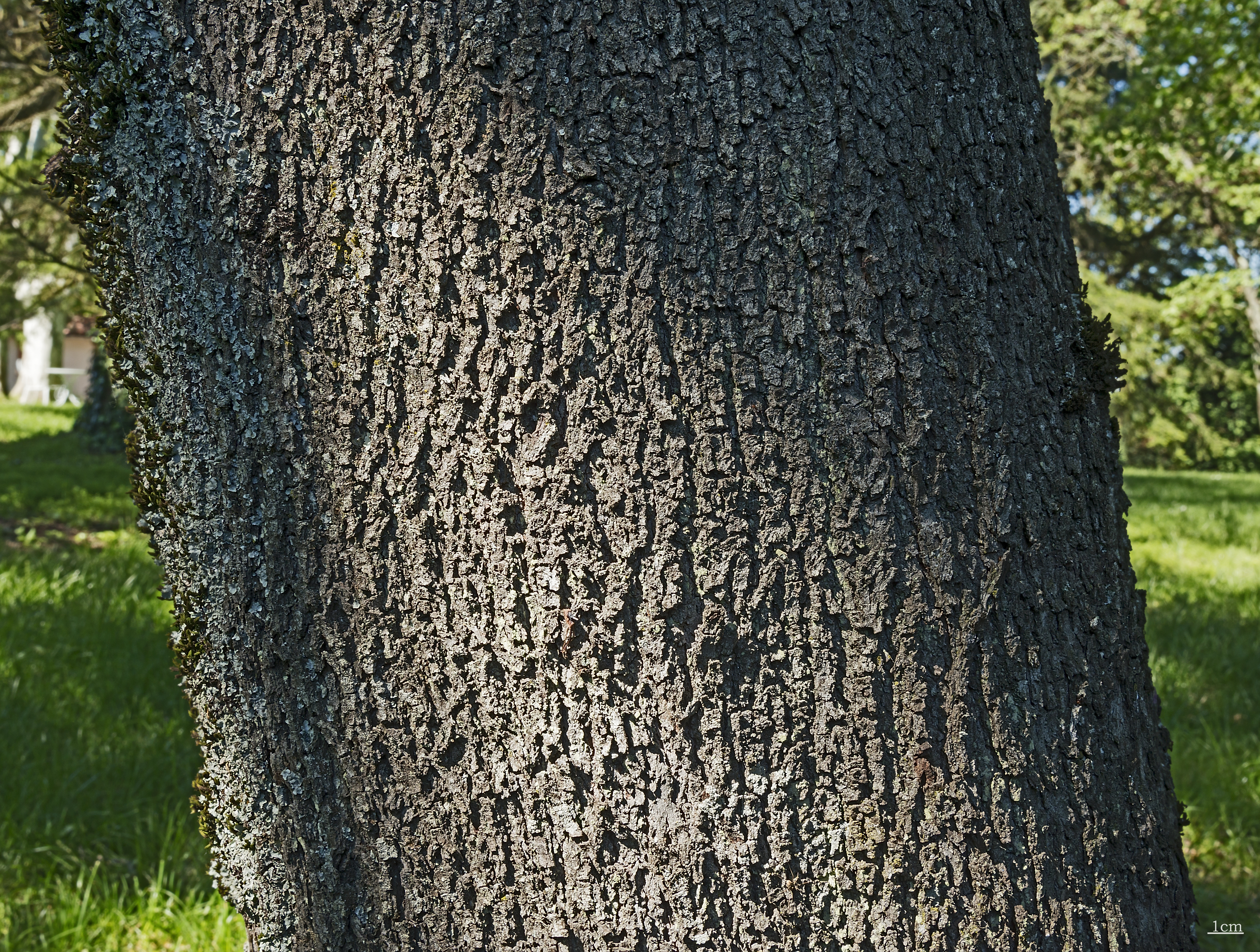
Stam en schors
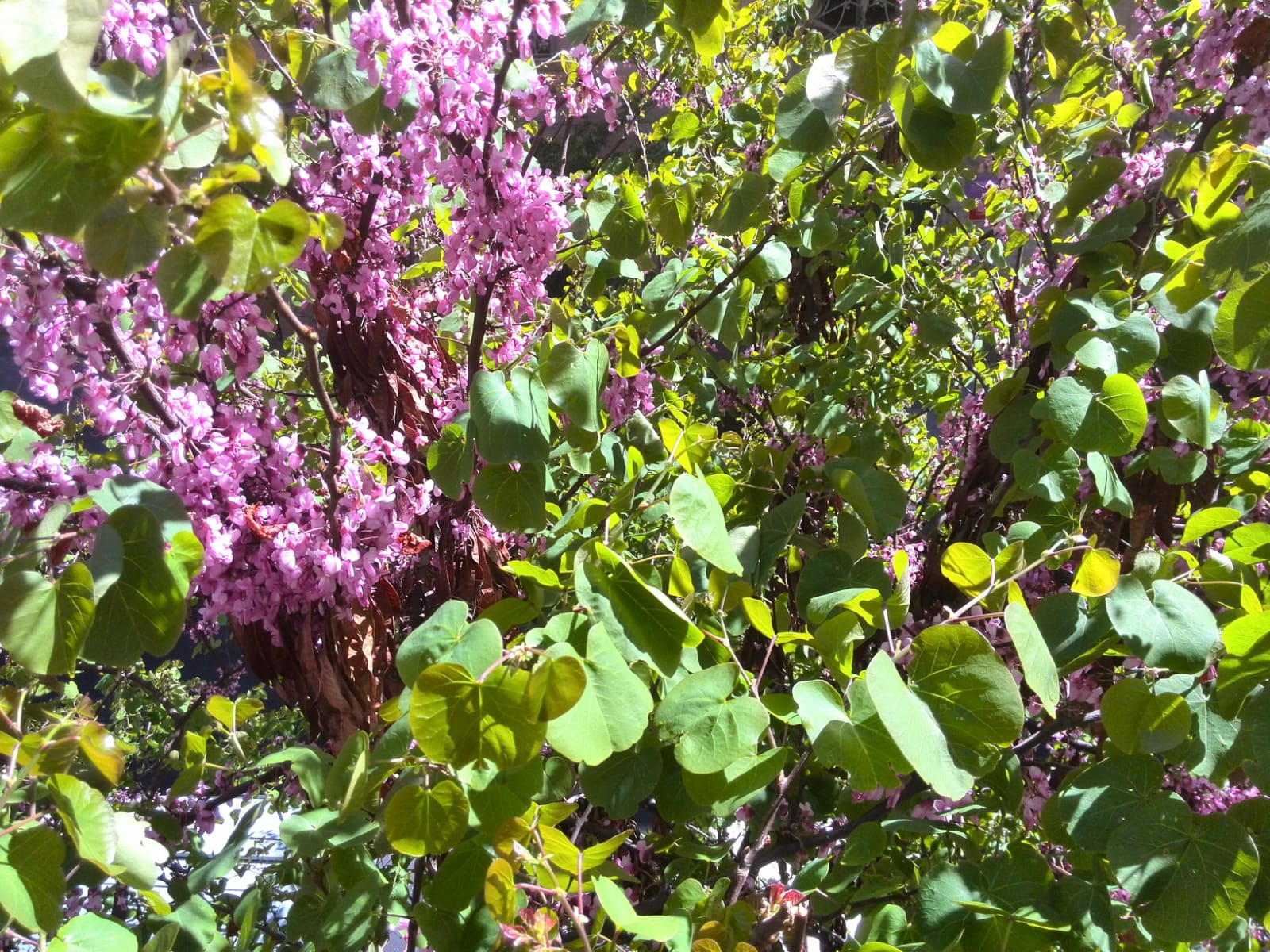
Takken, bladeren, bloemen en peulen
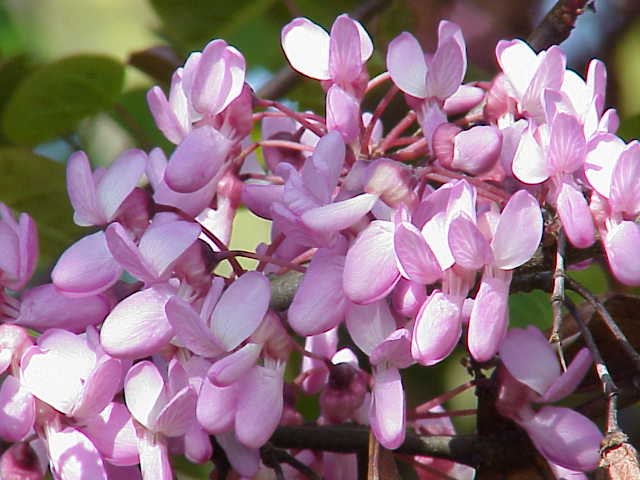
Bloemen
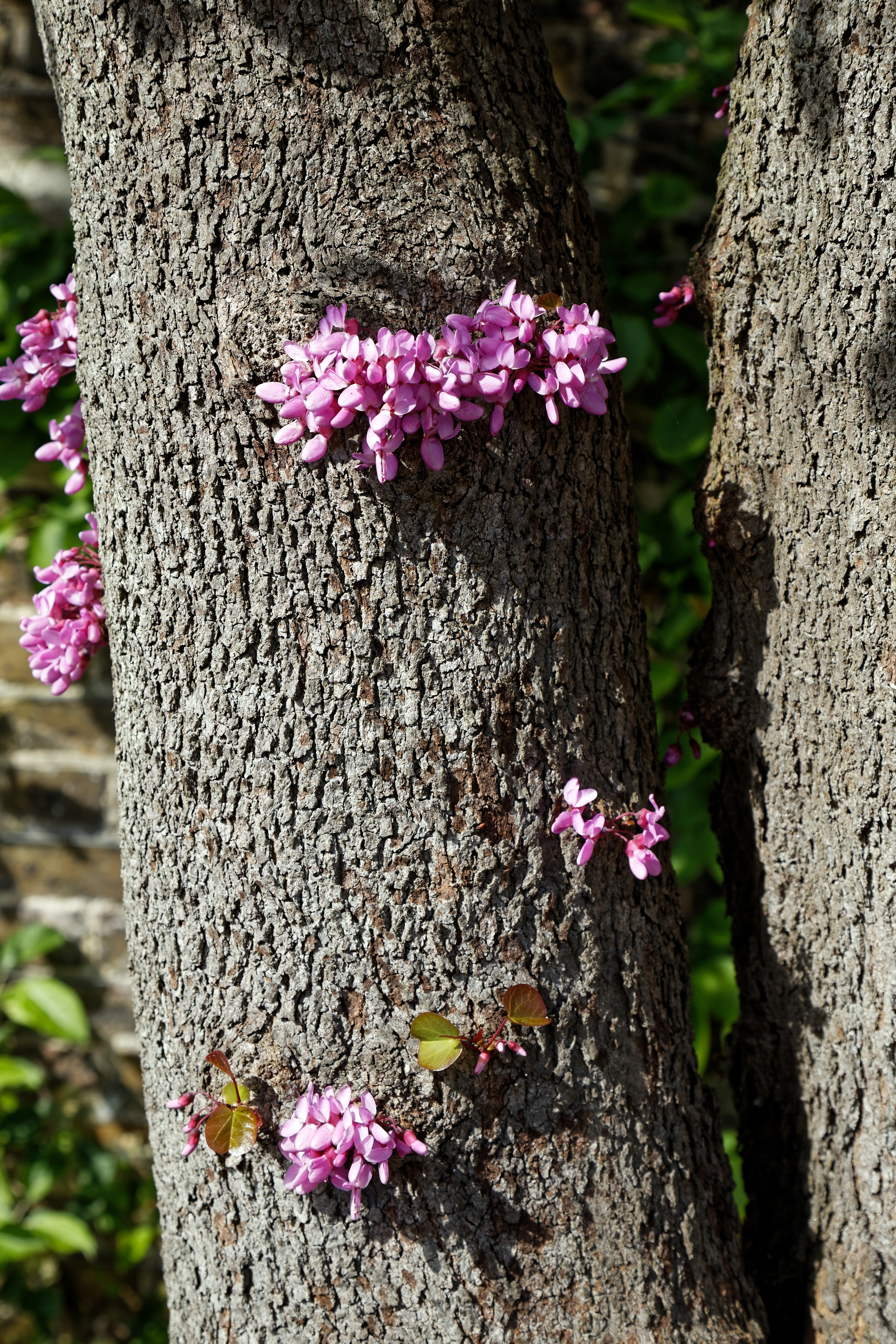
Bloemen direct op de schors
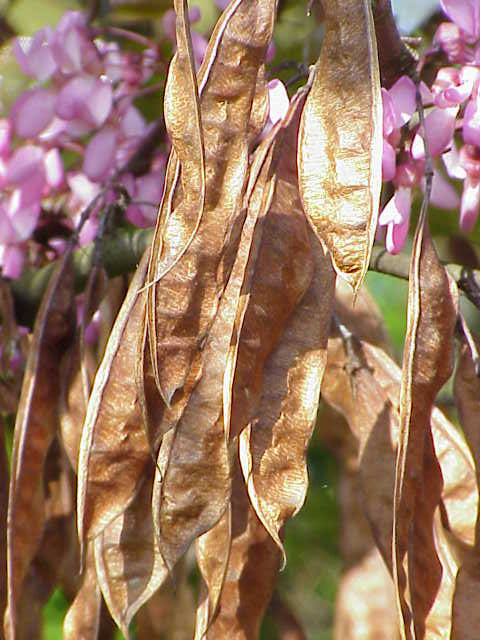
Peulen
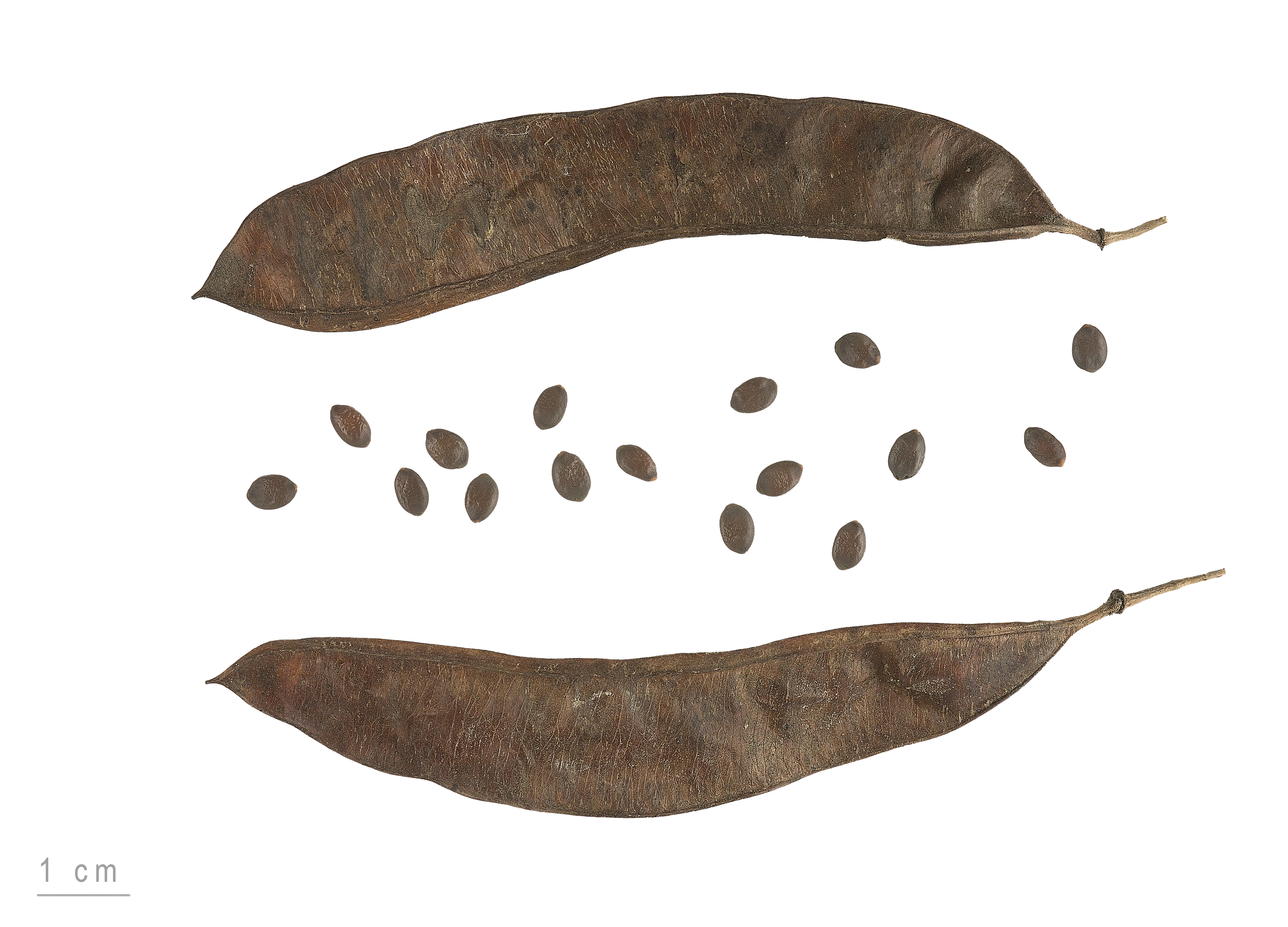
Peulen en zaden